# Li Jiajun
Jiajun Li, né le 15 octobre 1975, est un patineur de patinage de vitesse sur piste courte chinois.

## Biographie
Aux Championnats du monde, Li Jiajun obtient deux titres mondiaux au classement général en 1999 et 2001. Il remporte 8 titres par distance en plus de ces deux victoires, ainsi que deux titres au relais. En 1999 et 2002, il fait partie de l'équipe qui remporte les Championnats du monde par équipe.
Aux Jeux olympiques de 1998, Li Jiajun mène le 1 000 mètres masculin : trop confiant, il se redresse dans le dernier virage et se fait dépasser par Kim Dong-sung sur la ligne d'arrivée. Il revient donc de cette olympiade avec une médaille d'argent en individuel. Il l'accompagne d'une médaille de bronze au relais avec Feng Kai, Yuan Ye et An Yulong.
Aux Jeux olympiques de 2002, il arrive deuxième du 1 500 mètres. Il remporte à nouveau une médaille de bronze au relais, avec la même équipe assortie de Guo Wei.
Aux Jeux olympiques de 2006, il reçoit une médaille de bronze au 1 500 mètres.
Après les Jeux olympiques de Turin, il devient entraîneur national du Kazakhstan pendant quelques mois avant de devenir entraîneur assistant pour le compte de la Chine.

## Palmarès
- Jeux olympiques
  -  Médaille d'argent sur 1 000 m aux Jeux olympiques d'hiver de 1998 à Nagano
  -  Médaille de bronze sur le relais de 5 000 m aux Jeux olympiques d'hiver de 1998 à Nagano
  -  Médaille d'argent sur 1000 m aux Jeux olympiques d'hiver de 2002 à Salt Lake City
  -  Médaille de bronze sur le relais de 5000 m aux Jeux olympiques d'hiver de 2002 à Salt Lake City
  -  Médaille de bronze sur 1500 m aux Jeux olympiques d'hiver de 2006 à Turin

- Championnats du monde
  -  Médaille d'or sur 1000 m en 1996
  -  Médaille d'or au général en 1999
  -  Médaille d'or sur 500 m en 1999
  -  Médaille d'or sur 3000 m en 1999
  -  Médaille d'or sur le relais de 5000 m en 1999
  -  Médaille d'or sur 1000 m en 2000
  -  Médaille d'or sur le relais de 5000 m en 2000
  -  Médaille d'or au général en 2001
  -  Médaille d'or sur 500 m en 2001
  -  Médaille d'or sur 1000 m en 2001
  -  Médaille d'or sur 500 m en 2003
  -  Médaille d'or sur 1000 m en 2003
  -  Médaille d'argent sur 3000 m en 2000
  -  Médaille d'argent au général en 2003
  -  Médaille d'argent sur 1000 m en 2004
  -  Médaille d'argent sur le relais de 5000 m en 2004
  -  Médaille de bronze au général en 1996
  -  Médaille de bronze sur le relais de 5000 m en 1998
  -  Médaille de bronze sur 1500 m en 1999
  -  Médaille de bronze au général en 2000
  -  Médaille de bronze sur le relais de 5000 m en 2003
  -  Médaille de bronze sur 1000 m en 2005

- Coupe du monde
  - Vainqueur de la coupe du monde 1999
  - 2e de la coupe du monde 2000
  - 3e de la coupe du monde 2002
  - 4e de la coupe du monde 2004, 2005 et 2006